# Douglas M. MacDowell
Douglas M. MacDowell FBA FRSE (* 8. März 1931 in London; † 16. Januar 2010 in Glasgow, vollständiger Name: Douglas Maurice MacDowell) war ein britischer Altphilologe und Rechtshistoriker.

## Leben
Douglas M. MacDowells Interesse an der griechischen Antike und am Theaterwesen entstand während seiner Schulzeit an der Highgate School in London. Nach dem Dienst beim Royal Army Educational Corps von 1949 bis 1950 studierte er am Balliol College der University of Oxford und arbeitete anschließend als Lehrer an der Allhallows School in Devon und an der Merchant Taylors’ School in London.
1958 wechselte MacDowell von der Schule an die University of Manchester. Er arbeitete zunächst als Assistant Lecturer; 1970 wurde er zum Reader in Classics ernannt. Während dieser Zeit trat er durch Publikationen zu Strafrecht und Rhetorik der Griechen hervor. 1971 folgte er dem Ruf an die University of Glasgow, wo er den Lehrstuhl für Griechische Philologie erhielt. Hier wirkte er bis zu seiner Versetzung in den Ruhestand (2001).
Douglas M. MacDowell beschäftigte sich intensiv mit den literarischen und inschriftlichen Zeugnissen aus Athen. Durch seine Beschäftigung mit den attischen Rednern (Andokides, Demosthenes) und Dramatikern (Aristophanes) gelangte er zu eingehenden Studien des attischen Rechtswesens und der Gerichtspraxis. Diese Studien unterstützte er durch kritische Editionen verschiedener Autoren.
MacDowell war Mitglied der Royal Society of Edinburgh (seit 1991) und der British Academy (seit 1993). 1994 erhielt er den Titel D. Litt. der Universität Oxford.

## Schriften (Auswahl)
- Andokides / On the Mysteries. Oxford 1962. Zahlreiche Nachdrucke
- Athenian Homicide Law in the Age of the Orators. Manchester 1963. Nachdrucke 1966, 1999
- Aristophanes / Wasps. Oxford 1971. ISBN 0-19-814182-3
- The Law in Classical Athens. London 1978. ISBN 0-500-40037-7. Nachdruck 1986
- Gorgias / Encomium of Helen. Bristol 1982. ISBN 0-86292-053-1
- Spartan Law. Edinburgh 1986. ISBN 0-7073-0470-9
- Demosthenes / Against Meidias (oration 21). Oxford 1990. ISBN 0-19-814763-5
- Aristophanes and Athens: an Introduction to the Plays. Oxford 1995. ISBN 0-19-872158-7. Nachdruck 1996
- mit Michael Gagarin: Andokides and Antiphon. 1998. ISBN 978-0-292-72809-7 (Oratory of Classical Greece)
- Demosthenes / On the false embassy (Oration 19). Oxford 2000. ISBN 0-19-815303-1
- Demosthenes / Speeches 27–38. 2004. ISBN 0-292-70253-1 (Oratory of Classical Greece)
- Demosthenes the Orator. Oxford 2009. ISBN 978-0-19-928719-2